# Ieva Lagūna
Pour les articles homonymes, voir Laguna.
Ieva Laguna, née le 6 juin 1990 en Lettonie, est un mannequin letton.

## Biographie

### Enfance
Ieva Laguna grandit en Lettonie. Alors qu'elle se destine à devenir médecin, elle est repérée par un agent dans sa ville natale lors d'une fête organisée par MTV,.

### Carrière
Après avoir signé en 2008 avec les Agences de mannequins Premier et Women Management, elle fait ses débuts dans le mannequinat en 2009 en défilant pour Christopher Kane (en) et Marios Schwab lors de la London Fashion Week. Elle arpente la même année les podiums de Burberry, Alberta Ferretti, Gucci, Dolce&Gabbana, Chanel, Valentino et Elie Saab. Elle pose pour Zara et Fred Perry, et devient l'égérie de la marque de prêt-à-porter britannique Topshop. Elle est en couverture de Dazed & Confused Korea et apparaît dans un éditorial de Another Magazine et de POP Magazine.
En 2010, elle représente le rouge à lèvres Rouge Coco de Chanel, et pose dans des publicités de Stefanel, Sykes, Country Road, René Lezard (de), Gucci, H&M et American Eagle. Elle défile pour DKNY. Elle fait la couverture de Russh et Vogue Deutschland et participe à une dizaine d'éditoriaux, notamment dans Vogue, Interview et Russh (en).
En 2011, elle représente le parfum 212 de Carolina Herrera. Elle fait aussi la publicité de Hervé Léger, Massimo Dutti, MCM, Chateau, Chanel, Halston et H&M. Elle ouvre le défilé de Stella McCartney. Elle pose en couverture de Elle, L'Officiel, Vogue Hellas, et Marie Claire Italia et dans les éditoriaux de Viktor, Flair, S Moda, Revues des Modes, V et différentes éditions de Vogue.
Depuis 2011, elle défile pour la marque de lingerie Victoria's Secret,, et pose régulièrement pour leur marque PINK.
En 2012, elle est l'égérie du parfum Poppy Blossom de Coach. Elle pose pour Coccinelle, Esprit et Hervé Léger. Elle participe aux défilés Michael Kors et Monique Lhuillier (en). Ses couvertures de magazines incluent Velvet, Viktor, Harper's Bazaar Turkey, Elle Russia et L'Officiel. Quinze magazines la choisissent pour leurs éditoriaux, dont Harper's Bazaar, Elle, Allure, L'Officiel et Vogue.
En 2013, elle fait la publicité de Gant, Kevyn Aucoin (en), Max Mara Weekend, Free People (en) et Bottega Veneta. Elle défile près de quarante fois. On peut citer Helmut Lang, Tory Burch, Ralph Lauren, Calvin Klein, Tom Ford, Moschino, Nina Ricci, Roland Mouret, Zadig et Voltaire et Giorgio Armani. Elle fait la couverture de Marie Claire Beauty, Sure, Please et L'Officiel Thailand. Elle apparaît dans des éditoriaux de Marie Claire, Deluxe et Crash.
En 2014, elle défile pour, entre autres, Jason Wu, Kenneth Cole (en), Hervé Léger, Carolina Herrera, Reem Acra (en) et Marchesa (en). Elle pose pour Free People.